# Rosedale, Louisiana
Rosedale är ett municipalsamhälle (village) i Iberville Parish i Louisiana. Vid 2020 års folkräkning hade Rosedale 664 invånare.